# Raïon de Severskaïa
Le raïon de Severskaïa (russe : Се́верский райо́н) est l’une des 38 raïons du kraï de Krasnodar, en Russie. Son chef-lieu est Severskaïa.

## Géographie

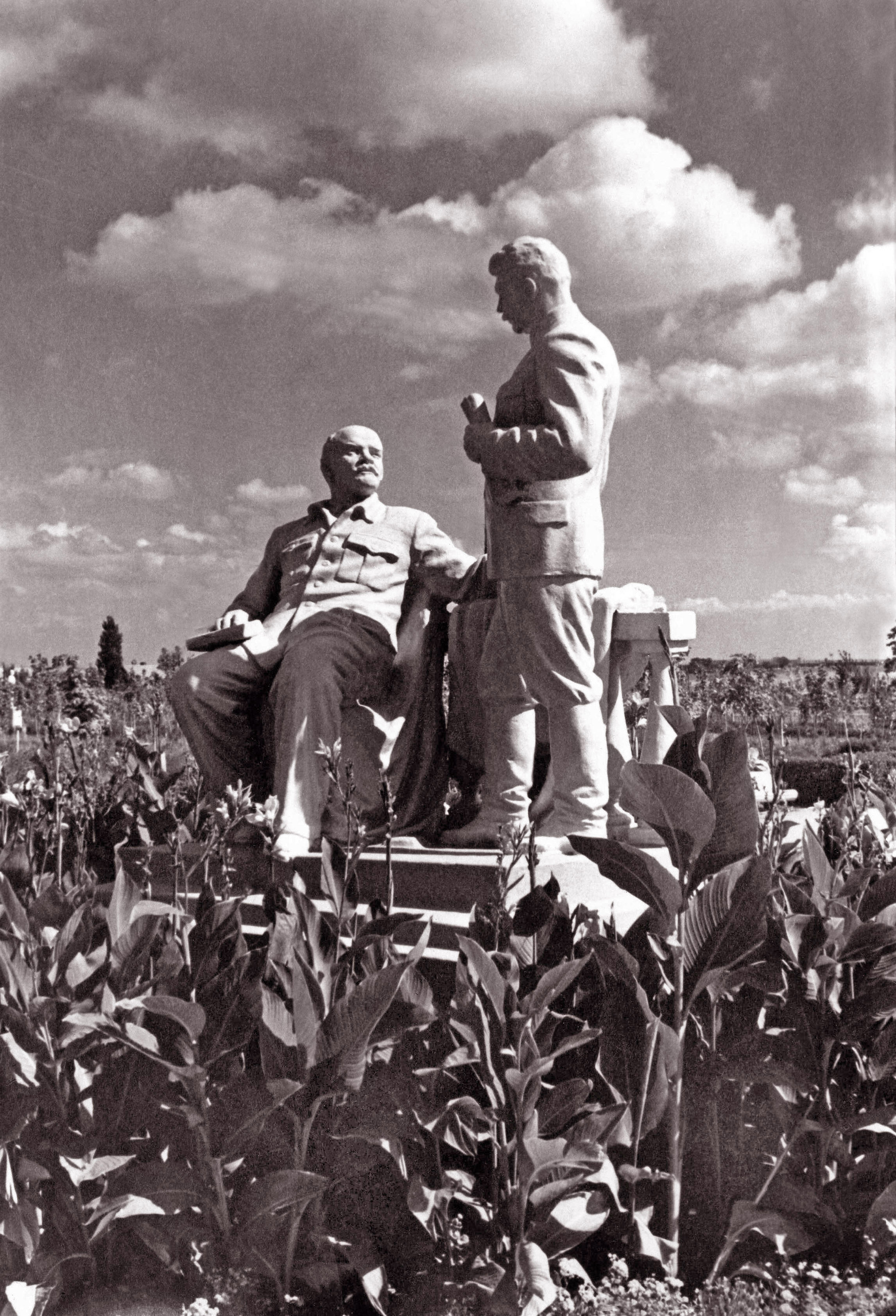
Statues de Lénine et Staline à Tchernomorsk.
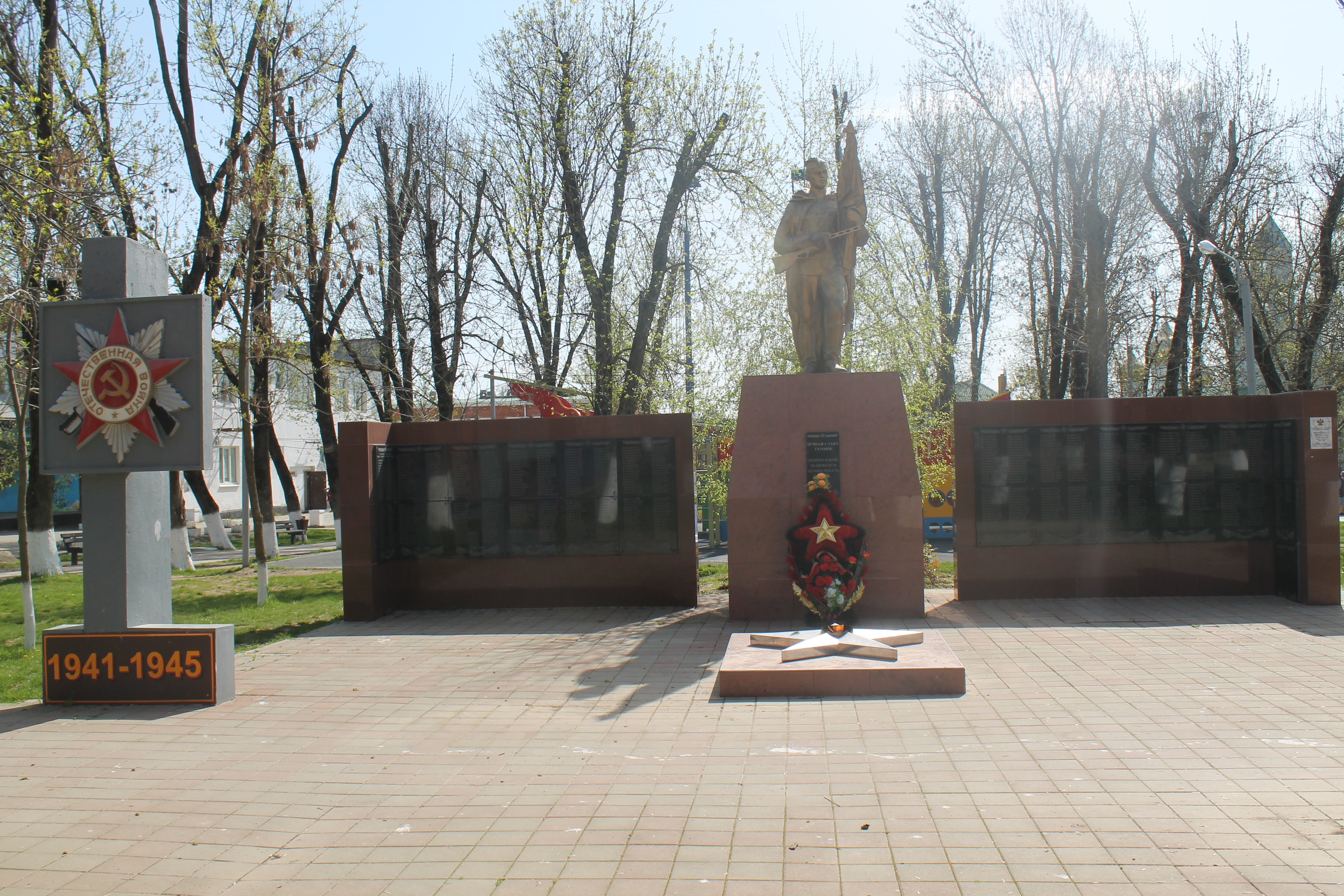
Mémorial à la 2GM à Ilsky.
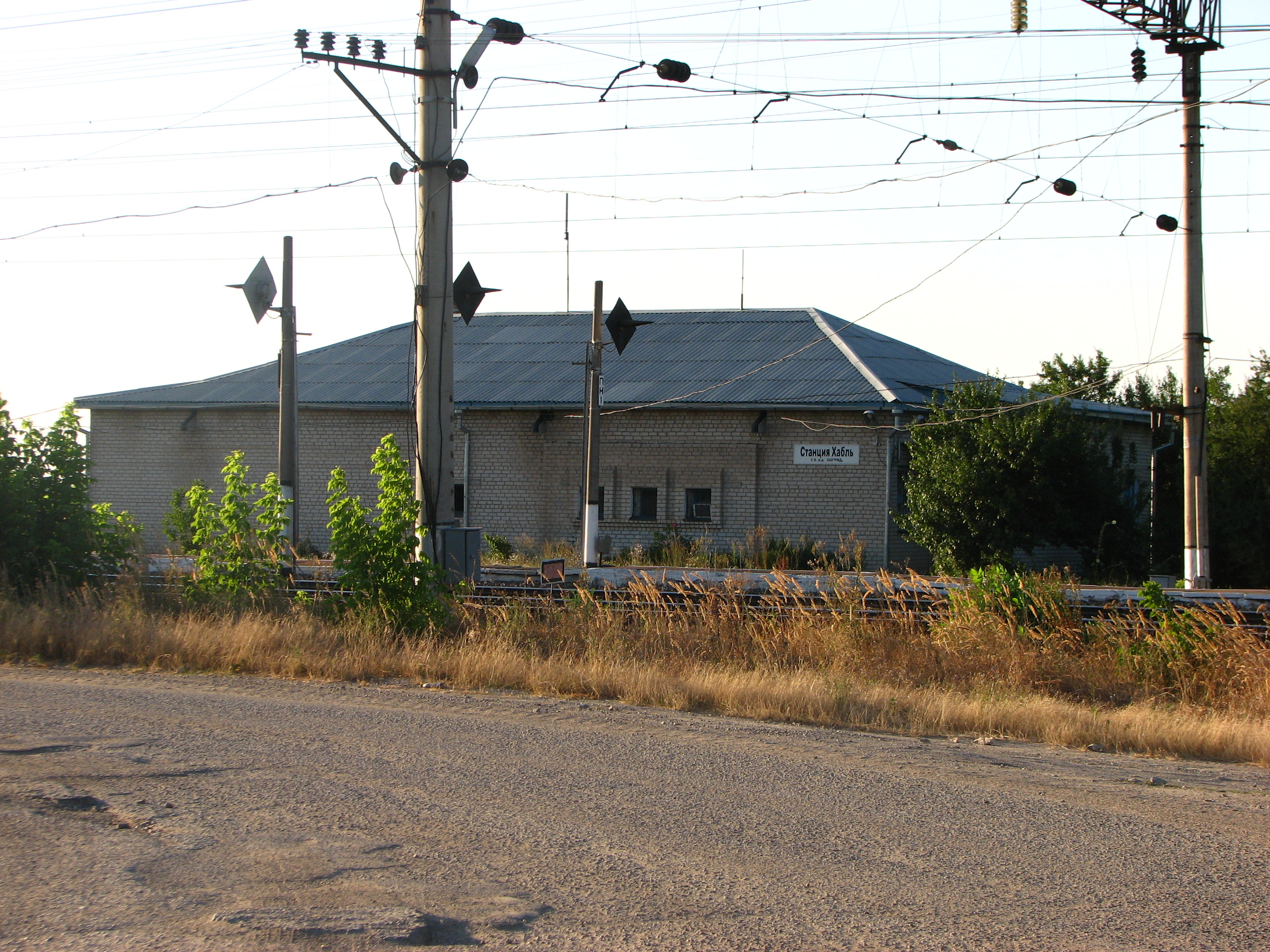
Gare ferroviaire de Khalb.